# Werner Grahn
Werner Grahn (ur. 5 stycznia 1884, zm. 28 maja 1947 w Landsberg am Lech) – niemiecki zbrodniarz wojenny, oficer niemieckiej policji kryminalnej i członek załogi obozu koncentracyjnego Mauthausen-Gusen.  Osiągnął w SS stopień Unterscharführera.
Z zawodu policjant, był sekretarzem hitlerowskiej Kriminalpolizei (Kripo). Od lutego 1944 do 20 kwietnia 1945 był członkiem gestapo (Politische Abteilung) w obozie Mauthausen. Grahn kierował wydziałem zajmującym się tłumaczeniami. Na krótko przed wyzwoleniem obozu brał udział w rozstrzelaniu więźniów, którzy mu podlegali. Uczestniczył również w innych egzekucjach, a także w przesłuchiwaniach.
Werner Grahn został osądzony w procesie załogi Mauthausen-Gusen (US vs. Johann Altfuldisch i inni) przez amerykański Trybunał Wojskowy i skazany na śmierć. Wyrok wykonano przez powieszenie w więzieniu Landsberg 28 maja 1947.